# 莫尔德河畔马雷伊
莫尔德河畔马雷伊（法語：Mareil-sur-Mauldre，法語發音：[maʁɛj syʁ moldʁ]）是法国中北部法兰西岛大区伊夫林省的一个市镇，属于圣日耳曼昂莱区。 

## 地理
莫尔德河畔马雷伊（48°53'41"N, 1°52'8"E）面积4.33 平方千米，位于法国法蘭西島大區伊夫林省，该省份为法国北部内陆省份，北起瓦兹河谷省，西接厄尔省，西南接厄尔-卢瓦省，东南接埃松省，东临上塞纳省。
与莫尔德河畔马雷伊接壤的市镇（或旧市镇、城区）包括：贝讷、克雷皮耶尔、莫勒、蒙坦维尔。

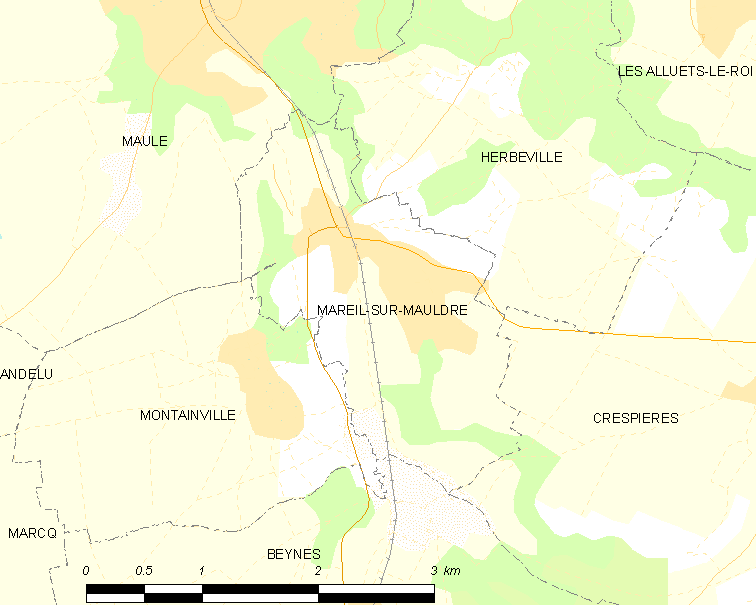
莫尔德河畔马雷伊的OSM定位图

莫尔德河畔马雷伊的时区为UTC+01:00、UTC+02:00（夏令时）。

## 行政
莫尔德河畔马雷伊的邮政编码为78124，INSEE市镇编码为78368。

## 政治
莫尔德河畔马雷伊所属的省级选区为欧贝让维尔县。

## 人口

1962-2008年间莫尔德河畔马雷伊人口变化图示

莫尔德河畔马雷伊于2022年1月1日时的人口数量为1743人。